# Foce del Flumendosa
La foce del Flumendosa è una zona umida situata lungo la costa orientale della Sardegna, in territorio di Villaputzu.
In base alla direttiva "Habitat" n. 92/43/CEE approvata nel 1992 dalla Commissione europea la foce del Flumendosa è stata dichiarata sito di interesse comunitario  e inserita nella rete Natura 2000 con l'intento di tutelarne la biodiversità, attraverso la conservazione dell'habitat, della flora e della fauna selvatica presenti. Condivide lo stesso SIC (ITB040018) con lo stagno di Sa Praia.
L'area, come anche il vicino stagno di Sa Praia, è luogo di sosta e riproduzione di avifauna di interesse comunitario (All. I dir. 79/409 CEE e  91/744 CEE; All. II e IV dir. 92/43 CEE). Vi si riproducono il discoglosso sardo, il rospo smeraldino, la raganella sarda, la testuggine d'acqua, la testuggine comune, la lucertola campestre, il gongilo ocellato, il biacco, il  cavaliere d'Italia, l'avocetta, il pollo sultano, l'occhione, la sterna zampenere, la sterna comune, il fraticello, il martin pescatore, la calandrella e il calandro.